# 潜伏するもの
潜伏するもの（せんぷくするもの／羅睺星魔洞、らごうせいまどう、原題：英: The Lair of the Star-Spawn）は、アメリカ合衆国のホラー小説家オーガスト・ダーレスとマーク・スコラーが1932年に発表した短編小説。
クトゥルフ神話の一つであり、旧神が最初に登場した作品。

## 作品解説

### 概要
オーガスト・ダーレスのクトゥルフ神話2作目である本作は、『ウィアード・テイルズ』1932年8月号に掲載された。ダーレス23歳のときの作品であり、先行の『邪神の足音』に続いて、親友スコラーとの合作である。先行作は、神話パターンを踏襲しつつ固有名詞が出てこなかった。当作品では、オリジナルの邪神ロイガーとツァールを初め、新たな固有名詞が幾つも登場する。本作品で初めて登場した旧神や固有名詞などは、後のクトゥルフ神話で用いられることがある。
ダーレス神話の出発点となる作品である。ラヴクラフトの『狂気の山脈にて』などで言及される基本設定を借用して、改変した。ラヴクラフトは太古の地球でクトゥルフや古代種族たちが覇権を競ったとしていたが、ダーレスは旧神が彼らを封印したと付け加えた。本作で言及されている旧支配者は、ロイガーとツァール、クトゥルフ、ハスターの4柱。
本作は、語り部のエリック・マーシュの死後30年後に公開された文書という形式をとっている。本作の作中時については言及がないほか、エリックは生還後にまもなく急死したと語られており、それ以上の情報はない。また、クライマックスにて旧神が邪神ロイガーとツァールを滅ぼすとあるものの、別作品『サンドウィン館の怪』（発表1940年、作中時1938年）にてロイガーが再登場する。
真クの江口之隆訳は文体が特徴的で、時代がかった言い回しに綺語やルビが多用される。

### スコラ―との合作
ダーレスとスコラ―は高校の同級生であり、高校時代から小説の合作をしていた。1931年の夏に故郷で再会した2人は、同居してアルバイトの合間に怪奇パルプ小説を書いて金を稼ごうと考える。かくして、ごく短期間で怪奇パルプが量産され、ダーレス神話が生まれた。
ダーレスとスコラーの合作作品群は、1966年にアーカムハウスから単行本『Colonel Markesan and Less Pleasant People』が刊行されている。幾つかの作品は発表前原稿がラヴクラフトに送られ、賞賛される（後述）。

### ラヴクラフトとの交流
ダーレスは本作を正式発表する前にラヴクラフトに原稿を送っており、読んだラヴクラフトは力作と褒めて彼を激励した。またゲラ段階ではタイトルが決まっておらず、ラヴクラフトはタイトルを直々に考えてダーレスに献呈した。原題「英: The Lair of the Star-Spawn」は、直訳すると「星の落とし子の隠れ家」のような意味となる。邦訳題は2つあり、『羅睺星魔洞』『潜伏するもの』とそれぞれ意訳されている。
この同時期にラヴクラフトは、他の友人へ送った手紙の中でもダーレスのことを高く評価しており、先述の激励は年少の友人へのリップサービスというわけでもなかったことが窺われる。ラヴクラフトにインスピレーションを与え、特に『インスマスを覆う影』には本作からの影響がみられるとされる。だが他方で、ウィアードテールズのファーンズワース・ライト編集長からの評価は芳しくなかった。本作品こそ載ったものの、ライトは若いダーレスの姿勢を「ラヴクラフトの二次創作」程度とみなしており、あまり彼の作品を掲載しようとはしなかった。こうして、ダーレスが執筆した作品の幾つかは、発表までに数年の間が空くこととなった。

### 旧神のデビュー
本作品では、グレートオールドワンズ<大いなる古のものども／Great Old Ones、Old Ones>を、旧神を表す言葉として使っている。後に旧神＝Elder God、旧支配者＝Great Old One、古のもの＝Old One/Elder Thingとして設定が確立するよりも前段階であり、当1932年の時点ではダーレスどころかラヴクラフトさえ、固有名詞を区別し切っていない。
旧神はオリオン座のベテルギウスやリゲルに住むとされる。原稿を読んだラヴクラフトは、ベテルギウスにグリュ＝ヴォという古名をつけることを提案した。
本作品に登場する無名の旧神は、後にTRPG『クトゥルフの呼び声』のサプリメント『The Creature Companion』にて、固有の旧神「オリュクス Orryx」と命名される（日本では書籍も名称も未訳）ほか、『マレウス・モンストロルム』では「下級の旧き神 Elder Gods Lesser」とされる。
東雅夫は「ダーレス神話の形成過程を知るうえで重要な初期作品」「とかく神秘のヴェールに鎖されて実体の明らかではない<旧神>側が具体的に描写されていたり、旧神の攻撃によって邪神が殺害されるなどといった趣向は、他に例を見ない」と解説している。

## あらすじ
中央アジアビルマの秘境を目指していたアメリカの探検隊が矮躯の人外種族「トゥチョ＝トゥチョ人」の襲撃を受ける。ただ一人難を逃れたエリック・マーシュは、スン高原の伝説の廃都アラオザルにたどり着くも、彼らに捕まる。エリックは連れ去られた先で、死んだはずのフォ＝ラン博士と対面する。博士は誘拐され、双子神を復活させるべく協力させられていたのだという。博士とエリックは、長老エ＝ポオを口車に乗せてアラオザルを脱出し、見張りにつけられた兵士も殺して撒く。さらに博士は、精神感応を宇宙のかなたへと飛ばして旧神へと助けを呼ぶ。すると、天空から「星の戦士たち」と「旧神たち」が到来し、圧倒的な力でアラオザルに攻撃を加える。
エリックと博士は旧神によって近くの村に避難させられる。同日、巨大な光や電気の現象が、近隣住民や天文台によって観測されたほか、周辺数百マイルにわたって謎の悪臭が発生した。飛行機で空から調査を行ったところ、スン高原には、破壊し尽された廃墟と、謎の巨大生物の死体があった。

## 主な登場人物
固有名詞は順にクト／真クとする。
- エリック・マーシュ - アメリカの探検隊の隊長助手。ただ一人襲撃を免れて生き残る。拳銃を所持する。
- フォ＝ラン博士／フォー・ラン博士 - 中国の科学者。数年前に殺されたはずの人物だが、実は誘拐されて邪神復活に協力させられていた。
- トゥチョ＝トゥチョ人／チョ・チョ人 - 不気味な矮人種族で、邪神たちが、封印される前に自分達を復活させるために残しておいた種族だという。
- エ＝ポオ／イーポ - トゥチョ＝トゥチョ人の首領。7000歳の長老。トゥチョ＝トゥチョ人の中では唯一英語を解し、テレパシーでロイガーと会話する。
- ロイガー - 地下に封印されている双子神。触腕ある緑の肉塊。
- ツァール - 地下に封印されている双子神。作中で一切姿を現さない。
- 星の戦士たち／星辰天軍 Star-Warriors - 旧神の配下。炎状の巨人であり、砲騎兵。
- 大いなる古のものども（旧神たち）／古き者 - かつて地球に住まい、今はオリオン座に住んでいる。紫と白に輝く光柱。

## 収録
- 「羅睺星魔洞」真ク1&新ク2、江口之隆訳
- 「潜伏するもの」クト8、後藤敏夫訳

## 関連作品
- モスケンの大渦巻き (クトゥルフ神話)、湖底の恐怖 - ダーレス（とスコラー）の作品。『潜伏するもの』と共に、正式発表前にラヴクラフトが原稿を読んでいる。
- 奈落の底のもの - リン・カーターの作品。よく似た旧神が登場する。